# Adénomyose
L'adénomyose est un type d'endométriose interne ; elle est définie par la présence de glandes endométriales et de stroma cytogène à l’intérieur du myomètre. Les foyers kystiques endométriosiques restent en communication avec la cavité utérine. Le myomètre n'est que rarement colonisé.

## Épidémiologie
L'adénomyose affecte souvent les femmes multipares en âge de procréer. En général, cette pathologie est observée avec une fréquence plus élevée chez les femmes avec une histoire de procédures chirurgicales utérines antérieures (césarienne, curetage, etc).

## Étiologie
La cause de l'adénomyose est inconnue, mais la théorie le plus largement admise postule que la barrière entre l'endomètre et le myomètre, qui empêche normalement l'invasion des glandes et du stroma endométrial dans le myomètre, est compromise, ce qui permet à l'invasion de se produire.
Parfois l’adénomyose peut causer une masse ou une croissance tissulaire nodulaire dans l'utérus. Ceci est appelé un adénomyome.

## Présentation clinique
Le symptôme principal est la dysménorrhée, un grossissement de l'utérus et un accroissement des menstruations (ménorragie).
Il est aussi possible d’avoir des douleurs pelviennes chroniques indépendantes du cycle menstruel. En fait, les glandes endométriales ectopiques au sein de l'adénomyose ne répondent pas généralement aux hormones ovariennes cycliques, contrairement à ceux de l'endométriose.

## Le traitement
Le traitement dépend de la gravité des symptômes et de la nécessité, ou pas, de préserver la fertilité. Dans certains cas, l’utilisation d’un traitement anti-inflammatoire ou d’un traitement hormonal est suffisante.
Chez les personnes présentant des symptômes graves non soulagés par le traitement médical, une hystérectomie peut être réalisée.

## Imagerie

### Adénomyome
En échographie, l’adénomyome apparaît sous la forme d’un nodule myométrial hypoéchogène de 2 à 4 cm avec des parois épaisses. Le diagnostic différentiel se pose avec le léiomyome utérin en dégénérescence kystique.
L’imagerie par résonance magnétique a d’excellentes performances diagnostiques. On retrouve un nodule en hypersignal T1 persistant sur les séquences avec saturation du signal de la graisse.

### Adénomyose diffuse
L’hystérosalpingographie est un examen peu sensible et peu spécifique. Elle retrouve un aspect irrégulier de la cavité utérine en rapport avec la présence images d’addition diverticulaires de petite taille (< 4 mm). D'autres signes ont été rapportés : agrandissement de la cavité utérine et aspect relevé des cornes utérines.
En IRM, l'adénomyose se manifeste de façon pathognomonique sur les séquences en T2 par un épaississement de la zone jonctionnelle du myomètre supérieur à 12 mm,. Cet épaississement peut être focal ou diffus et prédomine au niveau du myomètre postérieur. L'injection de gadolinium n'a pas d’intérêt diagnostique.
Un autre signe intéressant est la mise en évidence d'hypersignaux T2 punctiformes au sein de cette zone jonctionnelle, notamment à proximité de l'endomètre,. Ces spots peuvent aussi apparaître en hypersignal T1 témoignant du caractère actif de l'adénomyose.
L’échographie par voie endovaginale est également un examen utile au diagnostic d'adénomyose avec en particulier la présence d'un aspect hétérogène du myomètre,.